# Yingling-Nunatak
Der Yingling-Nunatak ist ein felsiger Nunatak an der Budd-Küste des ostantarktischen Wilkeslands. Er ragt 1,3 km südöstlich des Goldenberg Ridge im östlichen Teil der Browning-Halbinsel auf.
Luftaufnahmen der US-amerikanischen Operation Highjump (1946–1947) und Operation Windmill (1947–1948) dienten seiner Kartierung. Das Advisory Committee on Antarctic Names benannte ihn 1963 nach dem Meteorologen David Lee Yingling (* 1937), der 1960 auf der Wilkes-Station tätig war.